# Eobia raffrayi
Eobia raffrayi là một loài bọ cánh cứng trong họ Oedemeridae. Loài này được Pic mô tả khoa học năm 1935.